# Tinginys
 (mars 2013).
Le tinginys est un bonbon lituanien.

## Histoire
En 1888, la production de chocolat et d'autres produits est arrivée à Kaunas, une ville du centre-sud de la Lituanie. Les cuisiniers ont alors commencé à inventer de nouvelles recettes avec du chocolat, comme le chocolat avec des biscuits ou le chocolat avec des noisettes, puisque la grande quantité et variété de forêts en Lituanie permet la récole de différentes variétés de noisettes.
Ils ont commencé aussi à sucrer le cognac avec du chocolat et ils ont même créé de nouvelles liqueurs contenant du chocolat. Il n'a pas fallu beaucoup de temps pour créer des recettes un peu plus élaborées, comme le dessert appelé Tinginys, dont le nom signifie "paresseux". On l'appelle ainsi parce qu'il est très facile et très rapide à cuisiner.
La recette a été créée accidentellement en 1967 : une femme essayait de cuisiner du chocolat, mais elle y a ajouté trop de sucre, ce qui donnait du sirop ; pour l'améliorer, la femme a essayé d'adoucir le goût avec des biscuits coupés en morceaux, elle a mélangé le sirop avec les biscuits et quand il s'est refroidi, le premier Tinginys était fini. Par commodité, des modifications ont été effectuées, comme laisser refroidir le mélange à l'intérieur d'un sac et l'enrouler, puis découper le mélange en morceaux quand il est froid. Une variante permet de faire le Tinginys de manière encore plus économique et facile parce qu'on n'utilise pas de chocolat, mais du cacao, et on utilise du lait concentré au lieu de bouillir le lait.

## Élaboration

### Ingrédients
- 100g. de beurre
- 600g. de lait concentré
- 5 cuillerées à soupe de cacao
- 2 paquets de biscuits

Avec cette quantité d'ingrédients, on obtient 7 portions.

### Préparation
On fait chauffer dans une marmite ronde le beurre, le lait concentré et le cacao, et on remue les ingrédients jusqu'à ce que le mélange bouille; on ajoute les biscuits préalablement coupés en morceaux. Finalement, on pose la masse dans un sac en plastique, on l'enroule pour lui donner sa forme, et on la laisse refroidir dans le réfrigérateur pendant 3 ou 4 heures.